# 복자여자고등학교
복자여자고등학교(福者女子高等學校)는 대한민국 충청남도 천안시 동남구 성황동에 있는 사립 고등학교이다.

## 학교 연혁
- 1962년 12월 31일 : 복자여자고등학교 설립인가(3학급 150명)
- 1963년 3월 2일 : 초대 교장 김정진 신부 취임
- 1964년 3월 6일 : 천주교 대전교구 대지학원에 편입
- 1971년 5월 13일 : 학교법인 복자학원 설립 인가
- 1975년 4월 10일 : 학급 증설 인가(각 학년 8학급)
- 1994년 3월 2일 : 정혜관(가정관리관) 신축
- 2002년 9월 20일 : 마리아홀(다목적 강당) 준공
- 2009년 7월 31일 : 교과교실제(수학 과학) 시행학교 지정
- 2010년 1월 19일 : 지역명문학교 선정
- 2016년 9월 23일 : 급식실 신축
- 2020년 2월 2일 : 고교학점제 선도학교 지정(~2023.2.)
- 2020년 2월 24일 : 소프트웨어(SW)교욱 선도학교 지정
- 2021년 2월 4일 : 제56회 졸업식(230명 졸업, 누계 18,254명 졸업)
- 2021년 9월 1일 : 곽정아 수녀 제13대 교장 취임

## 참고 자료
- 복자여자고등학교 - 한국교육학술정보원 학교알리미